# Катар на летних Олимпийских играх 2016
Катар на летних Олимпийских играх 2016 года был представлен как минимум в девяти видах спорта.

## Медали
| Серебро |                   |                                            |            |
| №       | Спортсмены        | Вид спорта (дисциплина)                    | Дата       |
| 1       | Мутаз Эсса Баршим | Лёгкая атлетика (прыжки в высоту, мужчины) | 16 августа |

## Состав сборной
Бокс
1. Тхуласи Тхарумалингам
2. Хакан Эршекер

 Гандбол
1. Мустафа Аль-Карад
2. Бассель Аль-Райес
3. Марко Багарич
4. Боря Видаль
5. Амин Заккар
6. Рафаэль Капоте
7. Хассан Мабрук
8. Камалальдин Маллаш
9. Жарко Маркович
10. Насреддин Мегдич
11. Эльдар Мемишевич
12. Абдулраззак Мурад
13. Бертран Руан
14. Горан Стоянович
15. Даниел Шарич

 Дзюдо
1. Морад Земури

 Конный спорт
1. Хамад Аль-Аттия
2. Али Аль-Румаихи
3. Али Аль-Тани
4. Бассем Хассан Мохаммед

 Лёгкая атлетика
1. Абубакер Абдалла
2. Мусаеб Абдулрахман Балла
3. Эсса Мутаз Баршим
4. Ахмед Бадер Магур
5. Феми Огуноде
6. Абдалелах Харун
7. Ашраф Амжад Эльсейфи
8. Далаль Месфер аль-Харис

 Настольный теннис
1. Ли Пин

 Плавание
1. Ноа Аль-Хулаифи
2. Нада Аркаджи

 Пляжный волейбол
1. Джефферсон Перейра
2. Шериф Юнус

 Стрельба
1. Нассер Аль-Аттия
2. Рашид Хамад

## Результаты соревнований

### Бокс
Квоты, завоёванные спортсменами являются именными. Если от одной страны путёвки на Игры завоюют два и более спортсмена, то право выбора боксёра предоставляется национальному Олимпийскому комитету. Соревнования по боксу проходят по системе плей-офф. Для победы в олимпийском турнире боксёру необходимо одержать либо четыре, либо пять побед в зависимости от жеребьёвки соревнований. Оба спортсмена, проигравшие в полуфинальных поединках, становятся обладателями бронзовых наград.
Мужчины
| Категория | Спортсмены          | Первый раунд             | Второй раунд         | Четвертьфинал        | Полуфинал            | Финал                | Место                |
| Категория | Спортсмены          | Соперник Результат       | Соперник Результат   | Соперник Результат   | Соперник Результат   | Соперник Результат   | Место                |
| --------- | ------------------- | ------------------------ | -------------------- | -------------------- | -------------------- | -------------------- | -------------------- |
| до 60 кг  | Хакан Эршекер       | UZBХ. Тожибаев (5) П 0:3 | завершил выступление | завершил выступление | завершил выступление | завершил выступление | завершил выступление |
| до 64 кг  | Туласи Тарумалингам | MGLБ. Чинзориг П 0:3     | завершил выступление | завершил выступление | завершил выступление | завершил выступление | завершил выступление |

### Водные виды спорта

#### Плавание
В следующий раунд на каждой дистанции проходят спортсмены, показавшие лучший результат, независимо от места, занятого в своём заплыве.
Мужчины
| Дистанция           | Спортсмены      | Предварительный раунд | Предварительный раунд | Предварительный раунд | Полуфинал            | Полуфинал            | Полуфинал            | Финал                | Финал                |
| Дистанция           | Спортсмены      | Заплыв                | Результат             | Место                 | Заплыв               | Результат            | Место                | Результат            | Место                |
| ------------------- | --------------- | --------------------- | --------------------- | --------------------- | -------------------- | -------------------- | -------------------- | -------------------- | -------------------- |
| 100 метров на спине | Ноа Аль-Хулаифи | 1                     | 1:07,47               | 39                    | Завершил выступление | Завершил выступление | Завершил выступление | Завершил выступление | Завершил выступление |

Женщины
| Дистанция              | Спортсмены   | Предварительный раунд | Предварительный раунд | Предварительный раунд | Полуфинал             | Полуфинал             | Полуфинал             | Финал                 | Финал                 |
| Дистанция              | Спортсмены   | Заплыв                | Результат             | Место                 | Заплыв                | Результат             | Место                 | Результат             | Место                 |
| ---------------------- | ------------ | --------------------- | --------------------- | --------------------- | --------------------- | --------------------- | --------------------- | --------------------- | --------------------- |
| 100 метров баттерфляем | Нада Аркаджи | 1                     | 1:18,86               | 44                    | Завершила выступление | Завершила выступление | Завершила выступление | Завершила выступление | Завершила выступление |

### Волейбол

#### Пляжный волейбол
Мужчины
| Соревнование | Спортсмены                    | Групповой этап                           | Групповой этап                                 | Групповой этап                                | Групповой этап | 1/8 финала     | Четвертьфинал  | Полуфинал      | Финал          | Место |
| Соревнование | Спортсмены                    | Соперники Счёт                           | Соперники Счёт                                 | Соперники Счёт                                | Место          | Соперники Счёт | Соперники Счёт | Соперники Счёт | Соперники Счёт | Место |
| ------------ | ----------------------------- | ---------------------------------------- | ---------------------------------------------- | --------------------------------------------- | -------------- | -------------- | -------------- | -------------- | -------------- | ----- |
| мужчины      | Джефферсон Перейра Шериф Юнус | Группа F                                 | Группа F                                       | Группа F                                      | Группа F       |                |                |                |                |       |
| мужчины      | Джефферсон Перейра Шериф Юнус | USAД. Гибб / К. Паттерсон П 16:21, 16:21 | ESPА. Гавира / П. Эррера В 13:21, 21:18, 15:12 | AUTА. Хубер / Р. Зайдль В 18:21, 21:19, 15:12 | 2 Q            |                |                |                |                |       |

### Гандбол

#### Мужчины
Мужская сборная Катара квалифицировалась на Игры, заняв первое место на азиатском квалификационном турнире 2015 года.
Состав
| Номер         | Имя     | Дата рождения | Рост, см | Вес, кг | Клуб    | Игры    | Голы    |
| Вратари       | Вратари | Вратари       | Вратари  | Вратари | Вратари | Вратари | Вратари |
| ------------- | ------- | ------------- | -------- | ------- | ------- | ------- | ------- |
|               |         |               |          |         |         |         |         |
| Крайние       |         |               |          |         |         |         |         |
|               |         |               |          |         |         |         |         |
| Разыгрывающие |         |               |          |         |         |         |         |
|               |         |               |          |         |         |         |         |
| Полусредние   |         |               |          |         |         |         |         |
|               |         |               |          |         |         |         |         |
| Линейные      |         |               |          |         |         |         |         |
|               |         |               |          |         |         |         |         |

| Имя                 | Гражданство | Дата рождения   |
| ------------------- | ----------- | --------------- |
| Валеро Ривера Лопес | Испания     | 14 февраля 1953 |

Результаты
Групповой этап (Группа A)
| Место | Команда   | И | В | Н | П | ГЗ  | ГП  | +/- | Очки |
| ----- | --------- | - | - | - | - | --- | --- | --- | ---- |
| 1     | Хорватия  | 5 | 4 | 0 | 1 | 147 | 134 | +13 | 8    |
| 2     | Франция   | 5 | 4 | 0 | 1 | 152 | 126 | +26 | 8    |
| 3     | Дания     | 5 | 3 | 0 | 2 | 136 | 127 | +9  | 6    |
| 4     | Катар     | 5 | 2 | 1 | 2 | 122 | 127 | -5  | 5    |
| 5     | Аргентина | 5 | 1 | 0 | 4 | 110 | 126 | -16 | 2    |
| 6     | Тунис     | 5 | 0 | 1 | 4 | 118 | 145 | -27 | 1    |

| 2016-08-07 09:30 UTC-3 | Хорватия         | 23:30  | Катар             | Арена ду Футуру, Рио-де-Жанейро Зрителей: 4880 Судьи: Лопес, Рамирес (ESP) |
| 2016-08-07 09:30 UTC-3 | Мануэль Штрлек 5 | (8:15) | 10 Жарко Маркович | Арена ду Футуру, Рио-де-Жанейро Зрителей: 4880 Судьи: Лопес, Рамирес (ESP) |
| 2016-08-07 09:30 UTC-3 | 5× 3×            | Отчёт  | 6× 1×             | Арена ду Футуру, Рио-де-Жанейро Зрителей: 4880 Судьи: Лопес, Рамирес (ESP) |

| 2016-08-09 09:30 UTC-3 | Катар                                             | 20:35             | Франция       | Арена ду Футуру, Рио-де-Жанейро Зрителей: 4799 Судьи: Горачек, Новотны (CZE) |
| 2016-08-09 09:30 UTC-3 | Жарко Маркович, Марко Багарич, Рафаэль Капоте — 5 | (13:16)           | 7 — Люк Абало | Арена ду Футуру, Рио-де-Жанейро Зрителей: 4799 Судьи: Горачек, Новотны (CZE) |
| 2016-08-09 09:30 UTC-3 | 4× 2×                                             | Статистика, Отчёт | 3×            | Арена ду Футуру, Рио-де-Жанейро Зрителей: 4799 Судьи: Горачек, Новотны (CZE) |

| 2016-08-11 09:30 UTC-3 | Тунис | − : − | Катар | Фьючер Арена, Рио-де-Жанейро |
| 2016-08-11 09:30 UTC-3 |       |       |       | Фьючер Арена, Рио-де-Жанейро |
| 2016-08-11 09:30 UTC-3 |       |       |       | Фьючер Арена, Рио-де-Жанейро |

| 2016-08-13 14:40 UTC-3 | Дания | − : − | Катар | Фьючер Арена, Рио-де-Жанейро |
| 2016-08-13 14:40 UTC-3 |       |       |       | Фьючер Арена, Рио-де-Жанейро |
| 2016-08-13 14:40 UTC-3 |       |       |       | Фьючер Арена, Рио-де-Жанейро |

| 2016-08-15 21:50 UTC-3 | Катар | − : − | Аргентина | Фьючер Арена, Рио-де-Жанейро |
| 2016-08-15 21:50 UTC-3 |       |       |           | Фьючер Арена, Рио-де-Жанейро |
| 2016-08-15 21:50 UTC-3 |       |       |           | Фьючер Арена, Рио-де-Жанейро |

### Дзюдо
Соревнования по дзюдо проводились по системе с выбыванием. В утешительные раунды попадали спортсмены, проигравшие полуфиналистам турнира. Два спортсмена, одержавших победу в утешительном раунде, в поединке за бронзу сражались с дзюдоистами, проигравшими в полуфинале.
Мужчины
| Категория | Спортсмены   | 1/32 финала        | 1/16 финала                | 1/8 финала           | Четвертьфинал        | Полуфинал            | Финал                | Место |
| Категория | Спортсмены   | Соперник Результат | Соперник Результат         | Соперник Результат   | Соперник Результат   | Соперник Результат   | Соперник Результат   | Место |
| --------- | ------------ | ------------------ | -------------------------- | -------------------- | -------------------- | -------------------- | -------------------- | ----- |
| до 73 кг  | Морад Земури | не участвовал      | BELД. ван Тихелт П 000:100 | завершил выступление | завершил выступление | завершил выступление | завершил выступление | 17    |

### Конный спорт
Конкур
В каждом из раундов спортсменам необходимо было пройти дистанцию с разным количеством препятствий и разным лимитом времени. За каждое сбитое препятствие спортсмену начислялось 4 штрафных балла, за превышение лимита времени 1 штрафное очко (за каждые 5 секунд). В финал личного первенства могло пройти только три спортсмена от одной страны. Командный конкур проводился в рамках второго и третьего раунда индивидуальной квалификации. В зачёт командных соревнований шли три лучших результата, показанные спортсменами во время личного первенства. Если спортсмен выбывал из индивидуальных соревнований после первого или второго раундов, то он всё равно продолжал свои выступления, но результаты при этом шли только в командный зачёт.
| Соревнование     | Спортсмены                                                          | Квалификация  | Квалификация  | Квалификация | Квалификация | Квалификация | Квалификация | Квалификация | Квалификация | Финал         | Финал         | Финал         | Финал         | Финал         | Итоговое место |
| Соревнование     | Спортсмены                                                          | 1 раунд       | 1 раунд       | 2 раунд      | Всего        | Всего        | 3 раунд      | Всего        | Всего        | Финал A       | Финал A       | Финал B       | Всего         | Всего         | Итоговое место |
| Соревнование     | Спортсмены                                                          | Штраф         | Место         | Штраф        | Штраф        | Место        | Штраф        | Штраф        | Место        | Штраф         | Место         | Штраф         | Штраф         | Место         | Итоговое место |
| ---------------- | ------------------------------------------------------------------- | ------------- | ------------- | ------------ | ------------ | ------------ | ------------ | ------------ | ------------ | ------------- | ------------- | ------------- | ------------- | ------------- | -------------- |
| личный конкур    | Али Аль-Тани лошадь — First Division                                |               |               |              |              |              |              |              |              |               |               |               |               |               |                |
| личный конкур    | Али Аль-Румаихи лошадь — Gunder                                     |               |               |              |              |              |              |              |              |               |               |               |               |               |                |
| личный конкур    | Бассем Хассан Мохаммед лошадь — Dejavu                              |               |               |              |              |              |              |              |              |               |               |               |               |               |                |
| личный конкур    | Хамад Аль-Аттия лошадь — Appagino                                   |               |               |              |              |              |              |              |              |               |               |               |               |               |                |
| командный конкур | Али Аль-Тани Али Аль-Румаихи Бассем Хассан Мохаммед Хамад Аль-Аттия | не проводится | не проводится |              |              |              |              |              |              | не проводится | не проводится | не проводится | не проводится | не проводится |                |

### Лёгкая атлетика
Мужчины
Беговые дисциплины
| Дисциплина        | Спортсмен                | Предварительный раунд | Предварительный раунд | Предварительный раунд | Четвертьфиналы       | Четвертьфиналы       | Четвертьфиналы       | Полуфиналы           | Полуфиналы           | Полуфиналы           | Финал                | Финал                |
| Дисциплина        | Спортсмен                | Забег                 | Время                 | Место                 | Забег                | Время                | Место                | Забег                | Время                | Место                | Время                | Место                |
| ----------------- | ------------------------ | --------------------- | --------------------- | --------------------- | -------------------- | -------------------- | -------------------- | -------------------- | -------------------- | -------------------- | -------------------- | -------------------- |
| бег на 100 метров | Феми Огуноде             | не проводится         | не проводится         | не проводится         | 1                    | 10,28                | 5                    | завершил выступление | завершил выступление | завершил выступление | завершил выступление | завершил выступление |
| бег на 200 метров | Феми Огуноде             | 1                     | 20,36                 | 4                     | завершил выступление | завершил выступление | завершил выступление | завершил выступление | завершил выступление | завершил выступление | завершил выступление | завершил выступление |
| бег на 400 метров | Абдалелах Харун          | 5                     | 46,66                 | 7                     | не проводится        | не проводится        | не проводится        | завершил выступление | завершил выступление | завершил выступление | завершил выступление | завершил выступление |
| бег на 800 метров | Абубакер Абдалла         | 6                     | 1:47,81               | 5                     | не проводится        | не проводится        | не проводится        | завершил выступление | завершил выступление | завершил выступление | завершил выступление | завершил выступление |
| бег на 800 метров | Мусаеб Абдулрахман Балла | DNS                   | DNS                   | DNS                   | не проводится        | не проводится        | не проводится        | завершил выступление | завершил выступление | завершил выступление | завершил выступление | завершил выступление |

Технические дисциплины
| Дисциплина      | Спортсмен            | Квалификация | Квалификация | Финал                | Финал                |
| Дисциплина      | Спортсмен            | Результат    | Место        | Результат            | Место                |
| --------------- | -------------------- | ------------ | ------------ | -------------------- | -------------------- |
| прыжок в высоту | Эсса Мутаз Баршим    | 2,29         | 1 Q          | 2,36                 | 2                    |
| метание копья   | Ахмед Бадер Магур    | 77,19        | 16           | завершил выступление | завершил выступление |
| метание молота  | Ашраф Амжад Эльсейфи | 73,47        | 12 q         | 75,46                | 5                    |

Женщины
Беговые дисциплины
| Дисциплина        | Спортсмен               | Предварительный раунд | Предварительный раунд | Предварительный раунд | Полуфиналы            | Полуфиналы            | Полуфиналы            | Финал                 | Финал                 |
| Дисциплина        | Спортсмен               | Забег                 | Время                 | Место                 | Забег                 | Время                 | Место                 | Время                 | Место                 |
| ----------------- | ----------------------- | --------------------- | --------------------- | --------------------- | --------------------- | --------------------- | --------------------- | --------------------- | --------------------- |
| бег на 400 метров | Далаль Месфер аль-Харис | 7                     | 1:07,12               | 7                     | завершила выступление | завершила выступление | завершила выступление | завершила выступление | завершила выступление |

### Настольный теннис
Соревнования по настольному теннису проходили по системе плей-офф. Каждый матч продолжается до тех пор, пока один из теннисистов не выигрывает 4 партии. Сильнейшие 16 спортсменов начинали соревнования с третьего раунда, следующие 16 по рейтингу стартовали со второго раунда.
Мужчины
| Соревнование     | Спортсмены  | Квалификация       | Первый раунд       | Второй раунд           | Третий раунд            | 1/8 финала           | 1/4 финала           | Полуфинал            | Финал                | Место                |
| Соревнование     | Спортсмены  | Соперник Результат | Соперник Результат | Соперник Результат     | Соперник Результат      | Соперник Результат   | Соперник Результат   | Соперник Результат   | Соперник Результат   | Место                |
| ---------------- | ----------- | ------------------ | ------------------ | ---------------------- | ----------------------- | -------------------- | -------------------- | -------------------- | -------------------- | -------------------- |
| одиночный разряд | Ли Пин (21) | не участвовал      | не участвовал      | HUNА. Паттантиуш В 4:0 | GERД. Овчаров (3) П 3:4 | завершил выступление | завершил выступление | завершил выступление | завершил выступление | завершил выступление |

### Стрельба
В январе 2013 года Международная федерация спортивной стрельбы приняла новые правила проведения соревнований на 2013—2016 года, которые, в частности, изменили порядок проведения финалов. Во многих дисциплинах спортсмены, прошедшие в финал, теперь начинают решающий раунд без очков, набранных в квалификации, а финал проходит по системе с выбыванием. Также в финалах после каждого раунда стрельбы из дальнейшей борьбы выбывает спортсмен с наименьшим количеством баллов. В скоростном пистолете решающие поединки проходят по системе попал-промах. В стендовой стрельбе добавился полуфинальный раунд, где определяются по два участника финального матча и поединка за третье место.
Мужчины
| Соревнование | Спортсмены       | Квалификация | Квалификация | Полуфинал | Полуфинал | Финал               | Финал |
| Соревнование | Спортсмены       | Результат    | Место        | Результат | Место     | Соперник/ Результат | Место |
| ------------ | ---------------- | ------------ | ------------ | --------- | --------- | ------------------- | ----- |
| скит         | Нассер Аль-Аттия |              |              |           |           |                     |       |
| скит         | Рашид Хамад      |              |              |           |           |                     |       |